# スタパ落語会
『スタパ落語会』（スタパらくごかい）は、NHKラジオ第1放送で2011年10月16日から2012年3月4日まで放送された落語番組である。

## 概要
NHKスタジオパークのオープンスタジオからの公開収録で、いわゆる「二つ目」や「真打ち」を中心とした若手の落語家をゲストに迎えて、その落語家の口座を楽しむというものであった。
放送は日曜15時05分ごろから基本は15時55分までであったが、大相撲本場所期間中の千秋楽の日は大相撲中継の関係で15:30までの短縮番組とし、過去に放送された公演の再放送に当てていた。この期間中、同じスタジオパークからの公開生放送で行われている『日曜バラエティー』は14:55までの放送となっていたが、この番組の終了と、2012年4月以後『上方演芸会』の放送時間移動に伴い15:30までの放送に延長された。

## 案内役
- 関口泰雅